# 張必先
张必先，外号泼张，元末陈汉丞相。

## 生平
1360年（大义元年），陈友谅称帝，建号大汉，封张必先为丞相。
1364年（德寿二年），朱元璋进攻武昌。张必先自岳州去往救援，在洪山遭常遇春袭击，被俘。张必先是骁将，他被俘后，城中很恐惧，许多人想投降。朱元璋命陈友谅故臣罗复仁进城劝降，陈理于是投降。